# Rollhockey-Weltmeisterschaft
Die Rollhockey-Weltmeisterschaft der Männer ist ein Rollhockeyturnier für Nationalmannschaften, durch das alle zwei Jahre der Rollhockey-Weltmeister ermittelt wird. Veranstalter ist die Internationale Rollsport-Föderation (FIRS). Amtierender Weltmeister ist Argentinien, Rekordweltmeister mit 17 Titeln ist Spanien.

## Geschichte
Im Jahre 1936 wurde das erste internationale Rollhockeyturnier in Stuttgart ausgetragen. Es handelte sich hierbei um eine Europameisterschaft. Jedoch galt bis zum Jahre 1958 die Europameisterschaft gleichzeitig auch als Weltmeisterschaft. Erst dann spielten auch Nationen aus anderen Kontinenten um den Titel mit.
1984 wurde die B-Weltmeisterschaft eingeführt. Ähnlich wie im Eishockey wird nicht nur eine Weltmeisterschaft ausgespielt. Die A-Weltmeisterschaft wird unter den 16 besten Nationen der Welt ausgetragen. Nach einer Weltmeisterschaft steigen die drei am schlechtesten platzierten Mannschaften in die B-Weltmeisterschaft ab. Hingegen steigen die besten drei Mannschaften aus der B-Weltmeisterschaft in die A-Meisterschaft auf.

## Bisherige Turniere

### A-Weltmeisterschaft
| Europa- und Weltmeisterschaft |                                            |             |                    |               |                |
| Jahr                          | Austragungsstätte                          | Gewinner    | Zweiter Platz      | Dritter Platz | Vierter Platz  |
| 1936                          | Stuttgart, Deutschland                     | England     | Königreich Italien | Portugal      | Schweiz        |
| 1939                          | Montreux, Schweiz                          | England     | Königreich Italien | Portugal      | Belgien        |
| 1947                          | Lissabon, Portugal                         | Portugal    | Belgien            | Spanien       | Italien        |
| 1948                          | Montreux, Schweiz                          | Portugal    | England            | Italien       | Spanien        |
| 1949                          | Lissabon, Portugal                         | Portugal    | Spanien            | Italien       | Belgien        |
| 1950                          | Mailand, Italien                           | Portugal    | Italien            | Schweiz       | Spanien        |
| 1951                          | Barcelona, Spanien                         | Spanien     | Portugal           | Italien       | Belgien        |
| 1952                          | Porto, Portugal                            | Portugal    | Italien            | Spanien       | Belgien        |
| 1953                          | Genf, Schweiz                              | Italien     | Portugal           | Spanien       | Schweiz        |
| 1954                          | Barcelona, Spanien                         | Spanien     | Portugal           | Italien       | Belgien        |
| 1955                          | Mailand, Italien                           | Spanien     | Italien            | Portugal      | Schweiz        |
| 1956                          | Porto, Portugal                            | Portugal    | Spanien            | Italien       | BR Deutschland |
| Weltmeisterschaft             |                                            |             |                    |               |                |
| 1958                          | Porto, Portugal                            | Portugal    | Spanien            | Italien       | Niederlande    |
| 1960                          | Madrid, Spanien                            | Portugal    | Spanien            | Argentinien   | Italien        |
| 1962                          | Santiago de Chile, Chile                   | Portugal    | Italien            | Spanien       | Schweiz        |
| 1964                          | Barcelona, Spanien                         | Spanien     | Portugal           | Italien       | Argentinien    |
| 1966                          | São Paulo, Brasilien                       | Spanien     | Portugal           | Argentinien   | Italien        |
| 1968                          | Porto, Portugal                            | Portugal    | Spanien            | Argentinien   | Italien        |
| 1970                          | San Juan, Argentinien                      | Spanien     | Portugal           | Italien       | Argentinien    |
| 1972                          | A Coruña, Spanien                          | Spanien     | Portugal           | Argentinien   | BR Deutschland |
| 1974                          | Lissabon, Portugal                         | Portugal    | Spanien            | Argentinien   | BR Deutschland |
| 1976                          | Oviedo, Spanien                            | Spanien     | Argentinien        | Portugal      | BR Deutschland |
| 1978                          | Argentinien                                | Argentinien | Spanien            | Portugal      | BR Deutschland |
| 1980                          | Talcahuano, Chile                          | Spanien     | Argentinien        | Portugal      | Chile          |
| 1982                          | Barcelos, Portugal                         | Portugal    | Spanien            | Argentinien   | Chile          |
| A-Weltmeisterschaft           |                                            |             |                    |               |                |
| 1984                          | Novara, Italien                            | Argentinien | Spanien            | Portugal      | Italien        |
| 1986                          | Sertãozinho, Brasilien                     | Italien     | Spanien            | Portugal      | Argentinien    |
| 1988                          | A Coruña, Spanien                          | Italien     | Spanien            | Portugal      | Argentinien    |
| 1990                          | San Juan, Argentinien                      | Spanien     | Portugal           | Italien       | Chile          |
| 1991                          | Porto, Portugal                            | Portugal    | Niederlande        | Argentinien   | Brasilien      |
| 1993                          | Bassano d.G., Lodi und Sesto S.G., Italien | Portugal    | Italien            | Argentinien   | Spanien        |
| 1995                          | Recife, Brasilien                          | Argentinien | Portugal           | Spanien       | Brasilien      |
| 1997                          | Wuppertal, Deutschland                     | Italien     | Argentinien        | Spanien       | Portugal       |
| 1999                          | Reus, Spanien                              | Argentinien | Spanien            | Portugal      | Italien        |
| 2001                          | San Juan, Argentinien                      | Spanien     | Argentinien        | Italien       | Portugal       |
| 2003                          | Oliveira de Azeméis, Portugal              | Portugal    | Italien            | Spanien       | Argentinien    |
| 2005                          | San José, USA                              | Spanien     | Argentinien        | Portugal      | Italien        |
| 2007                          | Montreux, Schweiz                          | Spanien     | Schweiz            | Argentinien   | Italien        |
| 2009                          | Vigo, Spanien                              | Spanien     | Argentinien        | Portugal      | Brasilien      |
| 2011                          | San Juan, Argentinien                      | Spanien     | Argentinien        | Portugal      | Mosambik       |
| 2013                          | Luanda, Angola                             | Spanien     | Argentinien        | Portugal      | Chile          |
| 2015                          | La Roche-sur-Yon, Frankreich               | Argentinien | Spanien            | Portugal      | Deutschland    |
| 2017                          | Nanjing, China                             | Spanien     | Portugal           | Argentinien   | Italien        |
| 2019                          | Barcelona, Spanien                         | Portugal    | Argentinien        | Spanien       | Frankreich     |
| 2022                          | San Juan, Argentinien                      | Argentinien | Portugal           | Frankreich    | Italien        |
| 2024                          | Novara, Italien                            | Spanien     | Argentinien        | Italien       | Portugal       |

#### Rangliste der Weltmeister
| Titel | Mannschaft  |
| ----- | ----------- |
| 18    | Spanien     |
| 16    | Portugal    |
| 6     | Argentinien |
| 4     | Italien     |
| 2     | England     |
| 46    | Total       |

### B-Weltmeisterschaft
| B-Weltmeisterschaft |                           |                    |                    |               |                    |
| Jahr                | Austragungsstätte         | Gewinner           | Zweiter Platz      | Dritter Platz | Vierter Platz      |
| 1984                | Paris, Frankreich         | Frankreich         | Belgien            | England       | Angola             |
| 1986                | Mexiko-Stadt, Mexiko      | BR Deutschland     | Niederlande        | Mosambik      | Australien         |
| 1988                | Kolumbien                 | Kolumbien          | Schweiz            | Chile         | Australien         |
| 1990                | Macau                     | Brasilien          | Schweiz            | Australien    | England            |
| 1992                | Andorra                   | Andorra            | Frankreich         | Mosambik      | Angola             |
| 1994                | Chile                     | Frankreich         | Angola             | Chile         | Kolumbien          |
| 1996                | Mexiko-Stadt, Mexiko      | Vereinigte Staaten | Niederlande        | Kolumbien     | Andorra            |
| 1998                | Macau                     | Chile              | Vereinigte Staaten | Mosambik      | Andorra            |
| 2000                | Chatham, England          | England            | Niederlande        | Kanada        | Uruguay            |
| 2002                | Montevideo, Uruguay       | Andorra            | Kolumbien          | England       | Uruguay            |
| 2004                | Macau                     | Katalonien         | England            | Andorra       | Macau              |
| 2006                | Montevideo, Uruguay       | Mosambik           | Niederlande        | Kolumbien     | Macau              |
| 2008                | Vanderbijlpark, Südafrika | Vereinigte Staaten | Niederlande        | Kolumbien     | Südafrika          |
| 2010                | Dornbirn, Österreich      | Vereinigte Staaten | Südafrika          | Niederlande   | Österreich         |
| 2012                | Canelones, Uruguay        | Südafrika          | England            | Österreich    | Uruguay            |
| 2014                | Canelones, Uruguay        | Österreich         | England            | Niederlande   | Vereinigte Staaten |

#### Rangliste der B-Weltmeister
| Titel | Mannschaft         |
| ----- | ------------------ |
| 3     | Vereinigte Staaten |
| 2     | Andorra            |
| 2     | Frankreich         |
| 1     | Deutschland        |
| 1     | Kolumbien          |
| 1     | Brasilien          |
| 1     | Chile              |
| 1     | England            |
| 1     | Katalonien         |
| 1     | Mosambik           |
| 1     | Südafrika          |
| 1     | Österreich         |
| 16    | Total              |